# Hoàng Hải (sinh năm 1940)
Hoàng Hải (sinh ngày 23 tháng 5 năm 1940) là một biên đạo múa người Việt Nam được phong tặng danh hiệu Nghệ sĩ Nhân dân năm 2016. Ông là tác giả của nhiều ca khúc,  tiết mục múa, nhạc dựa trên chất liệu dân ca, dân vũ của Đoàn ca múa Thanh Hóa. Trong quá trình hoạt động hơn 5 thập kỷ, ông đã đạt hơn 100 huy chương vàng tại các Hội diễn Nghệ thuật chuyên nghiệp và quần chúng. Ông cùng các cộng sự biên soạn các công trình nghiên cứu về nghệ thuật múa dân gian Thanh Hóa và là tác giả Đề án nghệ thuật "Vũ khúc Xuân Phả - sóng cả Biển Đông."

## Tiểu sử
Hoàng Ngọc Hải sinh ngày 23 tháng 5 năm 1940, tại xã Hà Lĩnh, Hà Trung (nay là xã Tống Sơn), Thanh Hóa. Khi còn học ở trường phủ Hà Trung, ông phụ trách mảng văn nghệ của trường.

## Sự nghiệp
Mặc dù thi đậu vào Trường Đại học Y Hà Nội, nhưng ông không theo học mà vào Ty Văn hóa (nay là Sở Văn hóa, Thể thao và Du lịch Thanh Hóa). Lúc ấy, ngành văn hóa thấy ông có năng khiếu nghệ thuật nên cử ông đi học 2 năm rưỡi, sau đó học tiếp 4 năm chuyên ngành biên đạo ở Trường Múa Việt Nam (nay là Học viện Múa Việt Nam).
Năm 1968, ông tốt nghiệp Biên đạo múa khóa 1 trường Múa Việt Nam, về công tác tại đoàn Ca múa Thanh Hóa, nay là Nhà hát ca múa kịch Lam Sơn. Ông Hải cùng với nhà thơ Minh Hiệu, nhà nghiên cứu văn hóa dân gian Hoàng Anh Nhân, được cử đến làng Xuân Phả thuộc xã Xuân Trường, Thọ Xuân, Thanh Hóa ngay từ thập niên 1970 để tìm hiểu về trò diễn độc đáo này từ các nghệ nhân cao tuổi. Từ vốn tri thức dân gian ấy, trò Xuân Phả được ông đưa lên sân khấu chuyên nghiệp.
Ông là giảng viên các môn âm nhạc, biên đạo tại Đại học Văn hóa Thể thao Du lịch Thanh Hóa, tham gia các hội đồng nghiên cứu, bảo tồn dân ca Đông Anh, trò Xuân Phả, dân vũ các dân tộc Mường, Thái, Mông.. của tỉnh Thanh Hóa. Ông sáng tác thành công nhiều tiết mục trong đó có “Vĩnh biệt hoa anh túc”  cùng với tác phẩm “Âm vang sông Mã” đoạt Huy chương Vàng, và “Múa hoa đăng” đoạt Huy chương Bạc tại Hội diễn ca múa chuyên nghiệp toàn quốc năm 1997.
Ông dành được hàng chục tấm huy chương qua các kỳ Hội diễn, với những sáng tác lấy chất liệu từ rất nhiều nguồn văn hóa dân gian xứ Thanh khác như múa "chèo trải", "hò sông Mã", rồi múa truyền thống của các dân tộc Thái, Dao, Mường…Trong đó, cách tân điệu múa Xuân Phả là thành quả tiêu biểu nhất cho lao động nghệ thuật của nhà biên đạo múa này. Năm 1993, ông được phong tặng danh hiệu Nghệ sĩ Ưu tú.
Năm 1998, ông tốt nghiệp Đại học sáng tác tại Nhạc viện Hà Nội, từng là hội viên Hội Nhạc sĩ Việt Nam, hội viên Hội nghệ sĩ múa Việt Nam và Quyền Trưởng đoàn ca múa Thanh Hóa. Với đề án Nghệ thuật "Vũ khúc Xuân Phả- Sóng cả biển Đông" ông mong muốn đưa múa Xuân Phả trở thành loại hình carnival đường phố để biểu diễn tại Khu du lịch Sầm Sơn. Từ năm 2000, ông nghỉ hưu và tiếp tục tham gia giảng dạy bộ môn biên đạo dàn dựng múa trong tác phẩm âm nhạc tại Trường Đại học Văn hóa, Thể thao và Du lịch Thanh Hóa. Ông vẫn tiếp tục sáng tác, dàn dựng nhiều chương trình nghệ thuật cho các thiếu niên, nhi đồng. Ông đã được Nhà nước tặng thưởng Huân chương Lao động hạng Ba năm 2003 và phong tặng danh hiệu Nghệ sĩ Nhân dân năm 2016. Ông là người đầu tiên của ngành múa tỉnh Thanh Hóa được công nhận NSND. 

## Tác phẩm
- Giao hưởng thơ: Hàm Rồng anh hùng ca.
- Sonate Quartet: Violin, Violon, Viola, Cello.
- Suytte: Đêm trăng.
- Piano: Bến đợi.
- Hợp xướng: Âm vang sông Mã.
- Nhạc múa: Xuân Phả lai triều.
- Nhạc múa: Khua luống đêm trăng.
- Hợp xướng: Hoài niệm mùa thu.
- Nhạc múa: Lung linh hoa đăng.
- Chương trình nghệ thuật: Sắc màu xứ Thanh (Nhà hát ca múa kịch Lam Sơn- 2015), Hương sắc quê Thanh   (Nhà hát Nghệ thuật truyền thống 2019).
- Trích đoạn múa (chất liệu dân gian Xuân Phả) trong kịch Hămlet- Nhà hát Kịch Việt Nam.
- Múa Vó ngựa Lam Kinh - biểu diễn tại Festival Huế 2000.

## Thành tích

### Danh hiệu
- Nghệ sĩ ưu tú (1993).
- Nghệ sĩ Nhân dân (2016).

### Huân, huy chương
- Huân chương Kháng chiến chống Mỹ hạng Nhì.
- Huân chương Lao động hạng Ba.
- Huân chương Hữu nghị (Cộng hòa Dân chủ Nhân dân Lào).
- Huy chương vàng Hội diễn chuyên nghiệp: Âm vang sông Mã.
- Huy chương vàng Hội diễn  chuyên nghiệp: Kịch múa: Hoa anh túc.
- Huy chương vàng Hội diễn chuyên nghiệp: Múa đèn.
- 190 huy chương vàng, bạc Nghệ thuật quần chúng.

### Giải thưởng
- Giải thưởng Nhà nước về văn học nghệ thuật năm 2022 với vũ kịch “Vĩnh biệt hoa anh túc”.
- Huy chương vàng Vũ kịch: Vĩnh biệt Hoa anh túc – Hội diễn ca múa nhạc chuyên nghiệp 1997, Đoàn ca múa Thanh hóa biểu diễn.
- Huy chương vàng tiết mục: Âm vang sông Mã – Hội diễn ca múa nhạc chuyên nghiệp 1999, Đoàn ca múa Thanh Hóa biểu diễn.
- Huy chương vàng Vũ kịch: Chiến thắng Pha Thí – Đoàn Văn Công tỉnh Hủa Phăn (Lào) biểu diễn 1981.
- Huy chương bạc múa: Hướng đăng – Hội diễn chuyên nghiệp ca múa nhạc 1999, Đoàn ca múa Thanh Hóa biểu diễn.
- Huy chương bạc múa: Khúc khải hoàn – Hội diễn chuyên nghiệp 1999, Đoàn ca múa Thanh Hóa biểu diễn.
- Huy chương bạc múa: Đón dâu về bản – Hội diễn chuyên nghiệp 1983, Đoàn ca múa Thanh Hóa biểu diễn.
- Huy chương bạc múa: Xuân Phả – Hội diễn múa nhạc chuyên nghiệp 1985, Đoàn ca múa Thanh Hóa biểu diễn.